# Přírodní divadlo Doksy
Přírodní divadlo Doksy („V Podskalí“) v obci Doksy u Kladna je obnovený přírodní amfiteátr v bývalých pískovcových lomech v lese mezi rodinnými domy a fotbalovým hřištěm (SK Doksy), kde se hraje od roku 1941 divadlo.

## Umístění
Bývalý pískovcový lom pana Fojta, kde se dříve, jako na prvním místě v Doksech, hrával organizovaný fotbal. 24. listopadu 1913 byl založen Sportovní klub Doksy, který zanikl v průběhu 1. světové války, jehož členové pak od roku 1918 založili sportovní kroužek S. K. Podskalí. Když pak tento prostor opustili, mohlo se tu hrát divadlo.

## Historie
K založení divadelního spolku přispěli Václav Šimek (tvůrce divadelních kulis) a František Rohan. Od roku 1933 organizovali nastudování různých divadelních her, ve kterých hráli místní občané. Hrálo se na sále v 1. patře hostince na Krahulci, později v přírodním divadle. Přírodní divadlo začalo svou divadelní slávu nastudováním hry Naši furianti. Premiéra hry se konala krásného slunečného dne 13. července 1941, za hojné účasti diváků. Poté se zde hrálo až do 60. let 20. století, konaly se zde ale také různé slavnosti a koncerty. Zachovaly se fotografie z prvního představení, celého areálu, včetně dřevěných kulis (zámeček, hostinec, chalupa, kamenná schodiště atd.)

## Obnova
K obnově přírodního divadla došlo až v souvislosti s obnovou celého prostoru sousedního fotbalového hřiště, kdy Obecní úřad hledal také prostor pro konání kulturních a společenských akcí v obci. Byla získána dotace z Ministerstva pro místní rozvoj z programu Podpora rozvoje regionů ve výši 3 miliony korun a tak bylo možno zahájit práce na tvorbě projektu „Obnova přírodního divadla Doksy“. Hlavní projektantkou byla zvolena Lenka Celmanová z Doks, územní rozhodnutí bylo vydáno 6. září 2017, stavbu provedla firma Kostka - stav ze Družce. Byl srovnán terén, postaveny kamenné pískovcové podezdívky, krásné schodiště a přístupová cesta. Vybudováno bylo podium, domeček s příslušenstvím, tři dřevostavby (pro občerstvení). Prostor přírodního divadla byl rekultivován a upraven pro potřeby kultury v obci, byl tam znovu zaveden el. proud, vodovod a upraven celý prostor, který byl přizpůsoben dnešním potřebám. Kolaudace celé stavby se uskutečnila za slunečného dne 23. června 2020.
V létě 2021 byly na programu koncerty Anopheles + Trilobit-rock, Brutus, Černý brejle + Yeahbut, Vojtaano + Bára Líbová, Eletric Lady + Petrol Station.